# Robert L. Kahn
Robert Louis Kahn (* 28. März 1918, Detroit, USA; † 6. Januar 2019 in Burlington, Vermont) war ein US-amerikanischer Psychologe, der für seine Forschungen zu Organisationen und zu Befragungen als einer der Gründerväter der modernen Sozialwissenschaften bezeichnet wird.

## Leben
Der Sohn von George Arthur und Mabel Jeanette Kahn studierte an der University of Michigan Englisch. 1939 schloss er mit einem Bachelor of Arts und 1940 mit einem Master of Arts ebenfalls in Englisch ab. Als Doktorand konzentrierte sich Kahn auf die Sozialwissenschaften und erlangte 1952 seinen Doktortitel. Nachdem er 1948 seine Arbeit an der sozialwissenschaftlichen Fakultät der University of Michigan aufgenommen hatte verblieb er für 40 Jahre an der Universität. Er durchlief eine Karriere als Dozent über Juniorprofessor (1954) bis zur vollen Professur 1960.
Kahn befasste sich ausgiebig mir Organisationen, einschließlich der Faktoren, die das Leben in Organisationen beeinflussen, beispielsweise Stress oder Konflikte am Arbeitsplatz. Während seines Studiums lehrte Kahn an der High School, schloss sich dem United States Census Bureau an, wo er von 1942 bis 1948 auch eine leitende Stellung innehatte. 1948 übernahm er einen Lehrauftrag am Survey Research Center der University of Michigan, wo er auf den Psychologen Daniel Katz traf, mit dem er viele Artikel und Bücher verfasste. 1989 zog sich Kahn von der Lehre zurück und emeritierte.
Die Universität von Amsterdam ehrte Kahn mit einem Ehrendoktor. Die University of Michigan erkannte seine Leistungen 1985 mit dem Distinguished Faculty Achievement Award an. 1991 wurde Kahn in die American Academy of Arts and Sciences gewählt. Er starb Anfang 2019 im Alter von 100 Jahren.

## Forschung
Kahns gemeinsam mit Daniel Katz verfasstes Werk The Social Psychology of Organizations (1966) definierte das Feld der Organisationspsychologie neu und inspirierte nachfolgende Forschergenerationen. In diesem Werk beschreiben Kahn und Katz Organisationen zum ersten Mal in der Literatur und noch vor Niklas Luhmann als offene Systeme. Nach ihrer Darstellung ist ein offenes System gekennzeichnet durch:
1. die Aufnahme von Energie aus der Umwelt.
2. die Transformation der aufgenommenen Energie
3. den Transport aufgenommener und transformierter Energie nach außen als Output
4. zyklischen Austausch von Energie mit der Außenwelt.
5. Messen der Unsicherheit der Umwelt durch negative Entropie (je höher die Entropie, umso unsicherer die Umwelt)
6. einen Feedback-Mechanismus, der das System über seine allgemeine Leistung informiert.
7. einen konstanten Energieaustausch zum Erreichen von Homöostase, einem dynamischen Gleichgewicht
8. die Bewegung zu einem stärker differenzierten Zustand (Funktionale Differenzierung), im Gegensatz zu einem diffuseren.
9. das Erreichen des gleichen Endzustands mittels unterschiedlicher Methoden (Äquifinalität)

Kahns Forschungen integrierten Erkenntnisse des Organizational Behaviors in seine Systemtheorie. In einer Untersuchung von sechs Industriebetrieben demonstrierte er die Auswirkungen der Umwelt auf die mentale Gesundheit der Beschäftigten. Er differenziert zwei Hauptquellen von betrieblichem Stress:
- Konflikte aufgrund unterschiedlicher betrieblicher Rollen (role conflict)
- Mehrdeutigkeit oder Uneindeutigkeit von betrieblichen Rollen (role ambiguity)

In einer gemeinsam mit Daniel Katz unternommenen Untersuchung in vier verschiedenen Branchen konnte Kahn später auch aufzeigen, wie sich Management auf die Stressfaktoren auswirkt. Die Theorie bestätigt Kahn als starken Befürworter der Idee, dass effektives Management des Personals auch zu einer effektiven Führung der Organisation führt.
Neben der Erforschung von Organisationen als offene Systeme untersuchte Kahn auch Methoden der Forschung, insbesondere Umfragen. The Dynamics of Interviewing, das gemeinsam mit Charles Cannell aufgelegte Werk gilt als Klassiker der Umfrageforschung.

## Bibliographie

### Bücher
- 1957, The Dynamics of Interviewing mit Charles F. Cannell
- 1965, Organizational Stress: Studies in Role Conflict and Ambiguity
- 1966, The Social Psychology of Organizations, mit Daniel Katz
- 1976, Bureaucratic Encounters, mit Daniel Katz und Barbara Gutek
- 1980, The Study of Organizations, mit Daniel Katz und J. Stacy Adams
- 1981, Work and Health
- 1997, Successful Aging mit John W. Rowe

### Kapitel
- 1953, Leadership Practices in Relation to Productivity and Morale (mit Daniel Katz), in Group Dynamics, Herausgeber D. Cartwright und A. Zander.

### Artikel
- 1972, Violent Men: Who Buys Bloodshed and Why, Psychology Today, 6. Juni 1972, S. 82–84
- 1974, Organizational Development: Some Problems and Proposals, Journal of Applied Behavioral Science, Nr. 10, 1974; S. 485–502
- 1983, Leading Indicators and the Law, Detroit College of Law Review, Dezember 1983, S. 1311–1315
- 1983, Productive Behavior: Assessment, Determinants, and Effects, Journal of the American Geriatric Society
- 1984, Productive Behavior through the Life Course: An Essay on the Quality of Life, Human Resource Management, 23. März 1984, S. 5–22
- 1984, Alternatives to Current Work and Leisure Styles Require Innovating, Experimenting, Business and Health, 1. September 1984, S. 59–60